# Subhaptomerus frieseri
Subhaptomerus frieseri é uma espécie de insetos coleópteros polífagos pertencente à família Curculionidae.
A autoridade científica da espécie é Hoffmann, tendo sido descrita no ano de 1960.
Trata-se de uma espécie presente no território português.